# イブラーヒーム・イブン・アル＝マフディー
イブラーヒーム・イブン・アル＝マフディー (アラビア語: إبراهيم بن المهدي, ラテン文字転写: Ibrāhīm b. al-Mahdī　779年 – 839年) は、アッバース朝の王族、歌手、作曲家、詩人。

## 情報源
伝記的情報の情報源としては、10世紀のアブー＝バクル・アッ＝スーリーの『カリフ家の詩人と彼らについての伝聞』がある。歴史的二次資料としてはさらに、11世紀の文人アブー＝アル＝ファラジュ・アル＝イスバハーニーの『歌の書』や、9-10世紀の歴史学者ムハンマド・イブン＝ジャリール・アッ＝タバリーの『諸使徒と諸王の歴史』、10世紀の書籍商アブー＝アル＝ファラジュ・アン＝ナディームの『目録の書』、13世紀の人物伝作家イブン＝ハッリカーンの『名士列伝』がある:13。

## 出自
アッバース朝の三代目カリフ・アル＝マフディーは複数の妃との間に数多くの子女をもうけた。イブラーヒーム・イブン＝アル＝マフディーもそのひとりである。『名士列伝』によればイブラーヒームの肌の色は浅黒かったという。これは母親ゆずりであるとされ、『歌の書』によるとイブラーヒームの母はタバリスターンの王侯の娘、シャクラ Shakla である。シャクラは二代目カリフ・マンスールの治世期間中、マンスールが征服したタバリスターンからバグダードの宮廷へと連行され、ターイフで教育を受けてマフディーへ献上されたジャーリヤ（女奴隷）である。
なお、四代目カリフ・アル＝ハーディーと五代目カリフ・アッ＝ラシードはベドウィンからマフディーに献上されたジャーリヤであるアル＝ハイズラーンを母とする。したがって彼らとイブラーヒームとは異母兄弟の関係にある。また、イブラーヒームと同様に歌手として高名なウライヤ・ビント＝アル＝マフディーは（諸説あるが『歌の書』によれば）メディナ出身のジャーリヤ、マクヌーナを母とする。したがって彼女とイブラーヒームとは異母姉弟の関係にある。

## 生涯
イブラーヒームはヒジュラ暦162年ズー＝アル＝カアダ月1日前後（ユリウス暦779年7月20日ごろ）に生まれた。体躯が大きく「龍」を意味するアッ＝ティンニーンとあだ名された。人徳があり学識にすぐれ、度量があり洗練された言葉づかいで、詩文の才には並外れたものがあった、とされる。
ヒジュラ暦200年（ユリウス暦815年8月から816年7月）以後、異母弟アル＝アミーンとの内乱に勝利したカリフ・アル＝マァムーンは、支持基盤のあるホラーサーン地方のメルヴにいて首都バグダードを不在にしていた。アル＝マァムーンは自身の後継者にターリブ家のアリー・アッ＝リダーを指名した。この決定にバグダードのアッバース家に属する人々は強い不満を抱き、イブラーヒーム・イブン＝アル＝マフディーこそがカリフであると主張しはじめた。ヒジュラ暦201年ズー＝アル＝ヒッジャ月25日（ユリウス暦817年7月）、彼らはイブラーヒームに忠誠（バイア）を誓い、ヒジュラ暦202年ムハッラム月1日（ユリウス暦817年7月20日）には他のバグダード市民も続いた。秘密裡にことは進み、ヒジュラ暦202年ムハッラム月5日（ユリウス暦817年7月24日）に公表、アル＝マァムーンの退位とイブラーヒームの即位が宣言された。君主としてのラカブは「アル＝ムバーラク」 al-Mubārak、「祝福される者」の意である。
反乱の鎮圧のためアル＝マァムーンがホラーサーンから軍を動かすと、イブラーヒームは自身の命が危ないことを理解し、ヒジュラ暦203年ズルヒッジャ月16日（ユリウス暦819年6月14日）に投降した。ヒジュラ暦204年サファル月15日（ユリウス暦819年8月11日）、アル＝マァムーンはバグダードに入城した。アッ＝タバリーによると、イブラーヒームの統治は1年と11月と12日間に及んだ。

以降彼は詩人・音楽家として余生を送り、「並外れた声域に恵まれた、当時もっとも才能ある音楽家」となった。彼は当時としては革新的な「冗長で即興的な」ペルシア型の歌謡の推進者だった。
イブラーヒームはヒジュラ暦224年ラマダーン月7日（ユリウス暦839年7月23日）にサーマッラーにて亡くなった。葬儀の際の祈祷文は彼の甥にあたるカリフ・アル＝ムゥタスィムにより読み上げられた。

## 註釈
1. ↑  純粋な太陰暦による日数である。